# Patricia Hayes
Patricia Lawlor Hayes (* 22. Dezember 1909 in London; † 19. September 1998 in Surrey) war eine britische Komikerin und Schauspielerin.

## Leben
Patricia Hayes wurde im Londoner Stadtteil Streatham geboren. Die Schule besuchte sie im Stadtteil Wandsworth. Sie kann sie auf eine lange Liste von zwischen 1940 und 1996 produzierten Fernsehshows und Filmen zurückblicken. Sie trat unter anderem in britischen Comedyshows wie Hancock’s Half Hour, Ray’s A Laugh, The Arthur Asking Show,  THE Bargee 1964, die Die Benny Hill Show, Till Death Us Do Part und Filmen wie Die unendliche Geschichte und Ein Fisch namens Wanda auf. In George Lucas’ Fantasyfilm Willow war sie in der Rolle der „Fin Raziel“ zu sehen.
In den späten 1940ern sprach sie in der BBC-Radiosendung Norman und Henry Bones - The Boy Detectives den Henry Bones. Für die Darstellung der Hauptrolle in dem Fernsehfilm Edna, the Inebriate Woman von 1971 gewann sie einen BAFTA-Award.
Hayes war mit dem Schauspieler Valentine Brooks verheiratet, von welchem sie sich jedoch scheiden ließ. Aus der Ehe ging der Sohn Richard O’Callaghan (* 1940), ebenfalls Schauspieler, hervor. Sie war zudem das Oberhaupt der British Catholic Stage Guild. Nachdem sie im September 1998 verstorben war, nahm ihr Sohn dieses Amt ein.

## Filmografie (Auswahl)
- 1936: Broken Blossoms
- 1942: Went the Day Well?
- 1943: When We Are Married
- 1944: Candles at Nine
- 1944: Hotel Reserve
- 1945: Great Day
- 1951: Der Tiger (The Enforcer)
- 1957–1968: The Benny Hill Show (Fernsehserie, 15 Folgen)
- 1960: Mister Miller ist kein Killer (The Battle of the Sexes)
- 1962: Kill or Cure
- 1962–1966: Hugh and I (Fernsehserie, 30 Folgen)
- 1962–1966: The Arthur Haynes Show (Fernsehserie, 21 Folgen)
- 1964: Saturday Night Out
- 1965: Hi-Hi-Hilfe! (Help!)
- 1967: Gespenster, nur Gespenster (A Ghost of a Chance)
- 1967–1975: Till Death Us Do Part (Fernsehserie, 14 Folgen)
- 1969: Die Gelüste des Hieronymus (Can Heironymus Merkin Ever Forget Mercy Humppe and Find True Happiness?)
- 1969: Goodbye, Mr. Chips
- 1969: Das total verrückte Irrenhaus (Carry On Again Doctor)
- 1970: Catweazle (Fernsehserie, eine Folge)
- 1970: Schatten der Angst (Fragment of Fear)
- 1972: Raising the Roof
- 1973: Liebe deinen Nächsten (Love Thy Neighbour)
- 1975: Kim & Co. (Fernsehserie, eine Folge)
- 1979: Das Korn ist grün (The Corn Is Green, Fernsehfilm)
- 1979–1982: Spooner's Patch (Fernsehserie, 14 Folgen)
- 1981: Till Death… (Fernsehserie, 6 Folgen)
- 1983–1984: Lady Is a Tramp (Fernsehserie, 13 Folgen)
- 1984: Die unendliche Geschichte (The NeverEnding Story)
- 1986–1992: In Sickness and in Health (Fernsehserie, 3 Folgen)
- 1987: Klein Dorrit (Little Dorrit)
- 1988: Willow
- 1988: Ein Fisch namens Wanda (A Fish Called Wanda)
- 1990: Die letzte Insel (The Last Island)
- 1993: Lovejoy (Fernsehserie, eine Folge)
- 1993: Crime and Punishment – Du sollst nicht töten (Crime and Punishment) (veröffentlicht 2002)
- 1995: Ein ehrenwerter Diebstahl (The Steal)